# Takeya Makoto
Makoto Takeya (sinh ngày 27 tháng 7 năm 1977) là một cầu thủ bóng đá người Nhật Bản.

## Sự nghiệp câu lạc bộ
Makoto Takeya đã từng chơi cho Mito HollyHock.